# Köpenhamns kommun
Köpenhamns kommun (danska: Københavns Kommune) är en kommun i Region Hovedstaden i Danmark. Kommunen är Danmarks största sett till antal invånare. Kommunen fungerade före 1 januari 2007 även som amtskommun och var således inte en del av Köpenhamns amt.

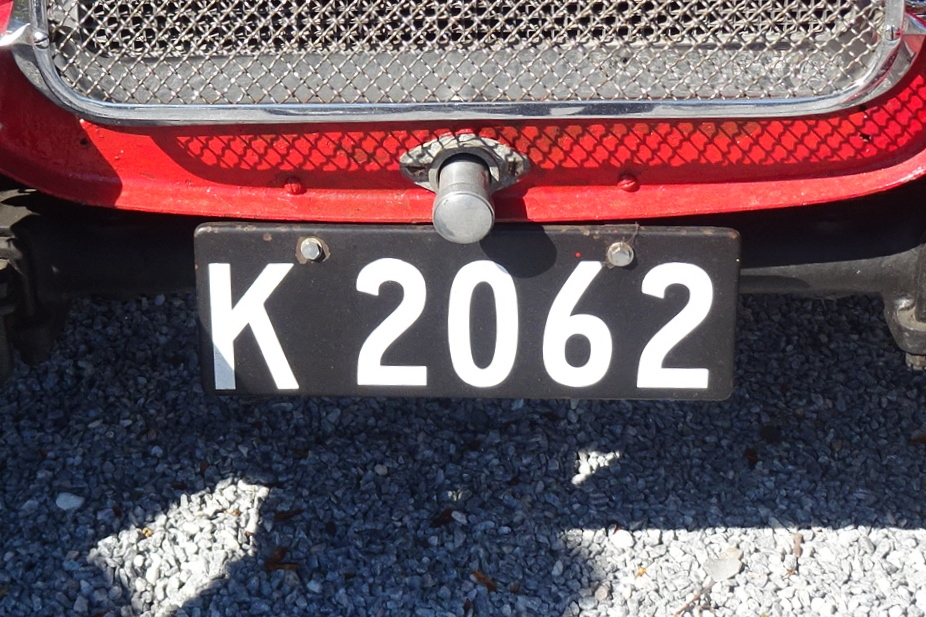
Gammal registreringsskylt från Köpenhamns kommun.

## Kommunens styrelse
Kommunfullmäktige i Köpenhamns kommun heter Borgarrepresentationen, och kommunen är den enda danska kommunen som har en överborgmästare. Han eller hon utgör, tillsammans med de sex andra borgmästarna, den så kallade Magistraten.

### Överborgmästare
| Från             | Till             | Borgmästare               | Parti                   |
| ---------------- | ---------------- | ------------------------- | ----------------------- |
| 1 april 1938     | 25 april 1946    | Viggo Christensen         | Socialdemokratiet       |
| 25 april 1946    | 31 maj 1956      | H.P. Sørensen             | Socialdemokratiet       |
| 1 juni 1956      | 26 april 1962    | Sigvard Munk              | Socialdemokratiet       |
| 26 april 1962    | 31 mars 1976     | Urban Hansen              | Socialdemokratiet       |
| 1 april 1976     | 14 februari 1989 | Egon Weidekamp            | Socialdemokratiet       |
| 15 februari 1989 | 24 oktober 2004  | Jens Kramer Mikkelsen     | Socialdemokratiet       |
| 24 oktober 2004  | 27 oktober 2004  | Hellen Hedemann           | Socialistisk Folkeparti |
| 27 oktober 2004  | 31 december 2005 | Lars Engberg              | Socialdemokratiet       |
| 1 januari 2006   | 31 december 2009 | Ritt Bjerregaard          | Socialdemokratiet       |
| 1 januari 2010   | 19 oktober 2020  | Frank Jensen              | Socialdemokratiet       |
| 19 oktober 2020  | 31 december 2021 | Lars Weiss, tillförordnad | Socialdemokratiet       |
| 1 januari 2022   | 29. augusti 2024 | Sophie Hæstorp Andersen   | Socialdemokratiet       |
| 29. augusti 2024 | (nuvarande)      | Lars Weiss, tillförordnad | Socialdemokratiet       |

## Stadsdelar
- Brønshøj
- Christianshavn
- Indre By
- Nørrebro
- Sundby
- Valby
- Vanløse
- Vesterbro
- Østerbro

Ovanstående nio stadsdelar är den funktionella indelningen av staden, som används i dagligt tal.[källa behövs] Den administrativa indelningen ser lite annorlunda ut, och består fr.o.m. 2008 av följande tio stadsdelar: Amager Vest, Amager Øst, Nordvestkvarteret-Bispebjerg, Brønshøj-Husum, Indre By, Nørrebro, Valby, Vanløse, Vesterbro-Kongens Enghave och Østerbro.